# 115. Kongress der Vereinigten Staaten
Der 115. Kongress der Vereinigten Staaten ist die Legislaturperiode von Repräsentantenhaus und Senat in den Vereinigten Staaten zwischen dem  3. Januar 2017 und dem 3. Januar 2019. Alle Abgeordneten des Repräsentantenhauses sowie ein Drittel der Senatoren (Klasse III) waren im November 2016 bei den Wahlen gewählt worden. In beiden Kammern ergab sich eine republikanische Mehrheit.

## Zusammensetzung nach Parteien

### Senat
- Demokraten:    46
- Republikaner:  52
- Sonstige:      2
- Gesamt:        100 (Stand zu Beginn der Legislaturperiode am 3. Januar 2017)

### Repräsentantenhaus
- Demokraten:    194
- Republikaner:  241
- Sonstige:      0
- Gesamt:        435 (Stand zu Beginn der Legislaturperiode am 3. Januar 2017)

## Amtsträger

### Senat
- Präsident des Senats: Joe Biden (D) bis 20. Januar 2017

      Präsident des Senats: Mike Pence  (R) ab 20. Januar 2017
- Präsident pro tempore: Orrin Hatch (R)

#### Führung der Mehrheitspartei
- Mehrheitsführer: Mitch McConnell (R)
- Mehrheitswhip: John Cornyn (R)

#### Führung der Minderheitspartei
- Minderheitsführer: Chuck Schumer (D)
- Minderheitswhip: Dick Durbin (D)

### Repräsentantenhaus
- Sprecher des Repräsentantenhauses:  Paul Ryan (R)

#### Führung der Mehrheitspartei
- Mehrheitsführer:  Kevin McCarthy (R)
- Mehrheitswhip: Steve Scalise (R)

#### Führung der Minderheitspartei
- Minderheitsführer: Nancy Pelosi (D)
- Minderheitswhip: Steny Hoyer (D)

### Mitglieder
- Für die Mitglieder im Senat des 115. Kongresses siehe:
  - Liste der Mitglieder des Senats im 115. Kongress der Vereinigten Staaten

- Für die Mitglieder im Repräsentantenhaus des 115. Kongresses siehe:
  - Liste der Mitglieder des Repräsentantenhauses im 115. Kongress der Vereinigten Staaten